# Diskografie Afrojacka
Toto je seznam vydané diskografie nizozemského diskžokeje Afrojacka.

## Alba

### Studiová alba
| Název            | Detaily o albu                                                             | Umístění v hitparádách | Umístění v hitparádách | Umístění v hitparádách | Umístění v hitparádách | Umístění v hitparádách | Umístění v hitparádách | Umístění v hitparádách | Umístění v hitparádách | Umístění v hitparádách |
| Název            | Detaily o albu                                                             | NLD                    | AUS                    | AUT                    | BEL                    | FRA                    | GER                    | SWI                    | UK                     | US                     |
| ---------------- | -------------------------------------------------------------------------- | ---------------------- | ---------------------- | ---------------------- | ---------------------- | ---------------------- | ---------------------- | ---------------------- | ---------------------- | ---------------------- |
| Forget the World | - Vydáno: 16. května 2014 - Vydavatelství: Wall, PM:AM, Universal, Def Jam | 4                      | 49                     | 30                     | 34                     | 195                    | 46                     | 21                     | 76                     | 32                     |

## Extended play
| Název               | Detaily                                                                        |
| ------------------- | ------------------------------------------------------------------------------ |
| Lost & Found        | - Vydáno: 31. prosince 2009 - Vydavatelství: Spinnin' Records                  |
| Lost & Found 2      | - Vydáno: 26. prosince 2011 - Vydavatelství: Wall Recordings, Spinnin' Records |
| It's a Matter Of... | - Vydáno: 21. června 2013 - Vydavatelství: Wall Recordings                     |
| NLW (jako NLW)      | - Vydáno: 27. července 2015 - Vydavatelství: Wall Recordings                   |
| Press Play          | - Vydáno: 31. srpna 2018 - Vydavatelství: Wall Recordings                      |
| NLW 2 (jako NLW)    | - Vydáno: 29. července 2022 - Vydavatelství: Wall Recordings                   |

## Singly

### Jako hlavní umělec
| Název                                                                                   | Rok  | Umístění v hitparádách | Umístění v hitparádách | Umístění v hitparádách | Umístění v hitparádách | Umístění v hitparádách | Umístění v hitparádách | Umístění v hitparádách | Umístění v hitparádách | Umístění v hitparádách | Umístění v hitparádách | Certifikace                                 | Album                              |
| Název                                                                                   | Rok  | NLD                    | AUS                    | AUT                    | BEL                    | FRA                    | GER                    | SWE                    | SWI                    | UK                     | US                     | Certifikace                                 | Album                              |
| --------------------------------------------------------------------------------------- | ---- | ---------------------- | ---------------------- | ---------------------- | ---------------------- | ---------------------- | ---------------------- | ---------------------- | ---------------------- | ---------------------- | ---------------------- | ------------------------------------------- | ---------------------------------- |
| "In Your Face"                                                                          | 2006 | 60                     | —                      | —                      | —                      | —                      | —                      | —                      | —                      | —                      | —                      |                                             | Singly bez alb                     |
| "Drop Down (Do My Dance)" (s The Partysquad)                                            | 2008 | 12                     | —                      | —                      | —                      | —                      | —                      | —                      | —                      | —                      | —                      |                                             | Singly bez alb                     |
| "Space"                                                                                 | 2008 | —                      | —                      | —                      | —                      | —                      | —                      | —                      | —                      | —                      | —                      |                                             | Singly bez alb                     |
| "Dinges" (s Benny Rodrigues)                                                            | 2008 | —                      | —                      | —                      | —                      | —                      | —                      | —                      | —                      | —                      | —                      |                                             | Singly bez alb                     |
| "Ghettoblaster" (s Bobby Burns)                                                         | 2009 | —                      | —                      | —                      | —                      | —                      | —                      | —                      | —                      | —                      | —                      |                                             | Singly bez alb                     |
| "Polkadots" / "Maybe"                                                                   | 2009 | —                      | —                      | —                      | —                      | —                      | —                      | —                      | —                      | —                      | —                      |                                             | Singly bez alb                     |
| "Pacha on Acid"                                                                         | 2010 | —                      | —                      | —                      | —                      | —                      | —                      | —                      | —                      | —                      | —                      |                                             | Singly bez alb                     |
| "Esther"                                                                                | 2010 | —                      | —                      | —                      | —                      | —                      | —                      | —                      | —                      | —                      | —                      |                                             | Singly bez alb                     |
| "Bangduck"                                                                              | 2010 | —                      | —                      | —                      | —                      | —                      | —                      | —                      | —                      | —                      | —                      |                                             | Singly bez alb                     |
| "Real High" (s Bobby Burns)                                                             | 2010 | —                      | —                      | —                      | —                      | —                      | —                      | —                      | —                      | —                      | —                      |                                             | Singly bez alb                     |
| "A Msterdamn" (s The Partysquad)                                                        | 2010 | 86                     | —                      | —                      | —                      | —                      | —                      | —                      | —                      | —                      | —                      |                                             | Singly bez alb                     |
| "Quacky" (se Sidney Samson)                                                             | 2010 | —                      | —                      | —                      | —                      | —                      | —                      | —                      | —                      | —                      | —                      |                                             | Singly bez alb                     |
| "Bungee" (s Bobby Burns)                                                                | 2010 | —                      | —                      | —                      | —                      | —                      | —                      | —                      | —                      | —                      | —                      |                                             | Singly bez alb                     |
| "I'll Be There" (s Gregor Salto feat. Jimbolee)                                         | 2010 | —                      | —                      | —                      | —                      | —                      | —                      | —                      | —                      | —                      | —                      |                                             | Singly bez alb                     |
| "Take Over Control" (feat. Eva Simons)                                                  | 2010 | 12                     | 17                     | 46                     | 7                      | —                      | 78                     | —                      | —                      | 24                     | 41                     | - ARIA: Platinum - RIAA: Platinum           | Singly bez alb                     |
| "Amanda"                                                                                | 2010 | —                      | —                      | —                      | —                      | —                      | —                      | —                      | —                      | —                      | —                      |                                             | Singly bez alb                     |
| "Replica"                                                                               | 2010 | —                      | —                      | —                      | —                      | —                      | —                      | —                      | —                      | —                      | —                      |                                             | Singly bez alb                     |
| "Tequila Sunrise" (s Tocadisco)                                                         | 2011 | —                      | —                      | —                      | —                      | —                      | —                      | —                      | —                      | —                      | —                      |                                             | Singly bez alb                     |
| "Bridge" (s Bobby Burns)                                                                | 2011 | —                      | —                      | —                      | —                      | —                      | —                      | —                      | —                      | —                      | —                      |                                             | Singly bez alb                     |
| "Chords"                                                                                | 2011 | —                      | —                      | —                      | —                      | —                      | —                      | —                      | —                      | —                      | —                      |                                             | Singly bez alb                     |
| "Doing It Right"                                                                        | 2011 | —                      | —                      | —                      | —                      | —                      | —                      | —                      | —                      | —                      | —                      |                                             | Singly bez alb                     |
| "Sweat (Dub Remix)" (se Snoop Dogg a David Guetta)                                      | 2011 | —                      | —                      | —                      | —                      | —                      | —                      | —                      | —                      | —                      | —                      |                                             | Singly bez alb                     |
| "Selecta" (s Quintino)                                                                  | 2011 | 74                     | —                      | —                      | —                      | —                      | —                      | —                      | —                      | —                      | —                      |                                             | Singly bez alb                     |
| "Prutataaa" (s R3hab)                                                                   | 2011 | —                      | —                      | —                      | —                      | —                      | —                      | —                      | —                      | —                      | —                      |                                             | Singly bez alb                     |
| "Grindin" (se Shermanology)                                                             | 2011 | —                      | —                      | —                      | —                      | —                      | —                      | —                      | —                      | —                      | —                      |                                             | Singly bez alb                     |
| "The Way We See the World" (s Dimitri Vegas & Like Mike a Nervo)                        | 2011 | —                      | —                      | —                      | 34                     | —                      | —                      | —                      | —                      | —                      | —                      |                                             | Singly bez alb                     |
| "No Beef" (se Steve Aoki feat. Miss Palmer)                                             | 2011 | 23                     | —                      | —                      | 5                      | 42                     | —                      | —                      | —                      | 25                     | —                      | - NVPI: Gold                                | Wonderland                         |
| "Lionheart"                                                                             | 2011 | —                      | —                      | —                      | —                      | —                      | —                      | —                      | —                      | —                      | —                      |                                             | Singly bez alb                     |
| "Can't Stop Me" (se Shermanology)                                                       | 2012 | 8                      | —                      | —                      | 75                     | —                      | —                      | —                      | —                      | —                      | 110                    | - NVPI: Gold                                | Singly bez alb                     |
| "Fatality"                                                                              | 2012 | —                      | —                      | —                      | —                      | —                      | —                      | —                      | —                      | —                      | —                      |                                             | Singly bez alb                     |
| "Rock the House"                                                                        | 2012 | 19                     | —                      | —                      | —                      | —                      | —                      | —                      | —                      | —                      | —                      |                                             | Singly bez alb                     |
| "Annie’s Theme"                                                                         | 2012 | —                      | —                      | —                      | —                      | —                      | —                      | —                      | —                      | —                      | —                      |                                             | Singly bez alb                     |
| "As Your Friend" (feat. Chris Brown)                                                    | 2013 | 40                     | —                      | —                      | 5                      | 44                     | 67                     | —                      | —                      | 21                     | 88                     |                                             | Forget the World                   |
| "Air Guitar"                                                                            | 2013 | —                      | —                      | —                      | —                      | —                      | —                      | —                      | —                      | —                      | —                      |                                             | Singl bez alb                      |
| "The Spark" (feat. Spree Wilson)                                                        | 2013 | 19                     | 37                     | 39                     | 5                      | —                      | 36                     | —                      | 73                     | 17                     | —                      | - NVPI: 2× Platinum - ARIA: Platinum        | Forget the World                   |
| "Ten Feet Tall" (feat. Wrabel)                                                          | 2014 | 9                      | —                      | —                      | 57                     | 9                      | —                      | —                      | —                      | 20                     | 100                    | - NVPI: 2× Platinum - RIAA: Gold            | Forget the World                   |
| "Musician"                                                                              | 2014 | —                      | —                      | —                      | —                      | —                      | —                      | —                      | —                      | —                      | —                      |                                             | Singl bez alb                      |
| "Dynamite" (feat. Snoop Dogg)                                                           | 2014 | 76                     | —                      | —                      | 51                     | —                      | —                      | —                      | —                      | —                      | —                      |                                             | Forget the World                   |
| "Turn Up the Speakers" (s Martin Garrix)                                                | 2014 | 50                     | —                      | 57                     | 44                     | —                      | —                      | —                      | —                      | —                      | —                      |                                             | Singly bez alb                     |
| "SummerThing!" (feat. Mike Taylor)                                                      | 2015 | 25                     | —                      | 70                     | 17                     | —                      | —                      | 65                     | —                      | —                      | —                      |                                             | Singly bez alb                     |
| "Unstoppable"                                                                           | 2015 | —                      | —                      | —                      | —                      | —                      | —                      | —                      | —                      | —                      | —                      |                                             | Singly bez alb                     |
| "Hollywood" (s Hardwell)                                                                | 2016 | —                      | —                      | —                      | —                      | —                      | —                      | —                      | —                      | —                      | —                      |                                             | Singly bez alb                     |
| "Move to the Sound" (s Laidback Luke feat. Hawkboy)                                     | 2016 | —                      | —                      | —                      | —                      | —                      | —                      | —                      | —                      | —                      | —                      |                                             | Singly bez alb                     |
| "System" (s Ravitez feat. MC Ambush)                                                    | 2016 | —                      | —                      | —                      | —                      | —                      | —                      | —                      | —                      | —                      | —                      |                                             | Singly bez alb                     |
| "Gone" (feat. Ty Dolla $ign)                                                            | 2016 | —                      | —                      | —                      | —                      | —                      | —                      | —                      | —                      | —                      | —                      |                                             | Singly bez alb                     |
| "Used to Have It All" (s Fais)                                                          | 2016 | 55                     | —                      | —                      | —                      | —                      | —                      | —                      | —                      | —                      | —                      |                                             | Singly bez alb                     |
| "The Great Escape" (s Ravitez feat. Amba Shepherd)                                      | 2016 | —                      | —                      | —                      | —                      | —                      | —                      | —                      | —                      | —                      | —                      |                                             | Singly bez alb                     |
| "Tâm điểm ánh nhìn (All Eyes on Us)" (feat. Tóc Tiên a Suboi)                           | 2016 | —                      | —                      | —                      | —                      | —                      | —                      | —                      | —                      | —                      | —                      |                                             | Singly bez alb                     |
| "Diamonds" (s Jay Karama)                                                               | 2017 | —                      | —                      | —                      | —                      | —                      | —                      | —                      | —                      | —                      | —                      |                                             | Singly bez alb                     |
| "Wave Your Flag" (feat. Luis Fonsi)                                                     | 2017 | —                      | —                      | —                      | —                      | —                      | —                      | —                      | —                      | —                      | —                      | - RIAA: Gold (Latin)                        | Singly bez alb                     |
| "Another Life" (s David Guetta feat. Ester Dean)                                        | 2017 | 64                     | —                      | 73                     | —                      | 115                    | —                      | —                      | 65                     | —                      | —                      |                                             | Singly bez alb                     |
| "No Tomorrow" (feat. Belly, O.T. Genasis, a Ricky Breaker)                              | 2017 | —                      | —                      | —                      | —                      | —                      | —                      | —                      | —                      | —                      | —                      |                                             | Singly bez alb                     |
| "Keep It Low" (feat. Mightyfools)                                                       | 2017 | —                      | —                      | —                      | —                      | —                      | —                      | —                      | —                      | —                      | —                      |                                             | Singly bez alb                     |
| "Hands Up" (s Hardwell feat. MC Ambush)                                                 | 2017 | —                      | —                      | —                      | —                      | —                      | —                      | —                      | —                      | —                      | —                      |                                             | Hardwell Presents: Revealed Vol. 8 |
| "Lost" (s VASSY feat. Oliver Rosa)                                                      | 2017 | —                      | —                      | —                      | —                      | —                      | —                      | —                      | —                      | —                      | —                      |                                             | Singly bez alb                     |
| "Dirty Sexy Money" (s David Guetta feat. Charli XCX a French Montana)                   | 2017 | 63                     | 18                     | 46                     | 54                     | 22                     | 46                     | 82                     | 52                     | 35                     | —                      | - ARIA: Platinum - SNEP: Gold - BPI: Silver | Singly bez alb                     |
| "New Memories" (s DubVision)                                                            | 2017 | —                      | —                      | —                      | —                      | —                      | —                      | —                      | —                      | —                      | —                      |                                             | Singly bez alb                     |
| "Helium" (s David Guetta vs Sia)                                                        | 2018 | —                      | 88                     | 64                     | —                      | —                      | —                      | 61                     | 43                     | —                      | —                      |                                             | Singly bez alb                     |
| "Bed of Roses" (feat. Stanaj)                                                           | 2018 | —                      | —                      | —                      | —                      | —                      | —                      | —                      | —                      | —                      | —                      |                                             | Singly bez alb                     |
| "One More Day" (s Jewelz & Sparks)                                                      | 2018 | —                      | —                      | —                      | —                      | —                      | —                      | —                      | —                      | —                      | —                      |                                             | Singly bez alb                     |
| "Step Back" (s MC Ambush)                                                               | 2018 | —                      | —                      | —                      | —                      | —                      | —                      | —                      | —                      | —                      | —                      |                                             | Press Play                         |
| "Bassride"                                                                              | 2018 | —                      | —                      | —                      | —                      | —                      | —                      | —                      | —                      | —                      | —                      |                                             | Press Play                         |
| "Bringin It Back"                                                                       | 2018 | —                      | —                      | —                      | —                      | —                      | —                      | —                      | —                      | —                      | —                      |                                             | Press Play                         |
| "When You're Gone" (feat. Jewelz & Sparks)                                              | 2018 | —                      | —                      | —                      | —                      | —                      | —                      | —                      | —                      | —                      | —                      |                                             | Press Play                         |
| "Sober" (feat. Rae Sremmurd a Stanaj)                                                   | 2019 | —                      | —                      | —                      | —                      | —                      | —                      | —                      | —                      | —                      | —                      |                                             | Singly bez alb                     |
| "The Bass" (s Chico Rose)                                                               | 2019 | —                      | —                      | —                      | —                      | —                      | —                      | —                      | —                      | —                      | —                      |                                             | Singly bez alb                     |
| "Switch" (s Jewelz & Sparks feat. Emmalyn)                                              | 2019 | —                      | —                      | —                      | —                      | —                      | —                      | —                      | —                      | —                      | —                      |                                             | Singly bez alb                     |
| "It Goes Like"                                                                          | 2019 | —                      | —                      | —                      | —                      | —                      | —                      | —                      | —                      | —                      | —                      |                                             | Press Play 2                       |
| "Can’t Lose" (s Disto feat. Titus)                                                      | 2019 | —                      | —                      | —                      | —                      | —                      | —                      | —                      | —                      | —                      | —                      |                                             | Press Play 2                       |
| "Back to Life" (s DubVision)                                                            | 2019 | —                      | —                      | —                      | —                      | —                      | —                      | —                      | —                      | —                      | —                      |                                             | Singly bez alb                     |
| "All Night" (feat. Ally Brooke)                                                         | 2020 | —                      | —                      | —                      | —                      | —                      | —                      | —                      | —                      | —                      | —                      |                                             | Singly bez alb                     |
| "1234" (s Fedde Le Grand feat. MC Ambush)                                               | 2020 | —                      | —                      | —                      | —                      | —                      | —                      | —                      | —                      | —                      | —                      |                                             | Singly bez alb                     |
| "Cloud 9" (s Chico Rose feat. Jeremih)                                                  | 2020 | —                      | —                      | —                      | —                      | —                      | —                      | —                      | —                      | —                      | —                      |                                             | Singly bez alb                     |
| "Hot" (se Saymyname)                                                                    | 2020 | —                      | —                      | —                      | —                      | —                      | —                      | —                      | —                      | —                      | —                      |                                             | Singly bez alb                     |
| "Speechless" (s Chico Rose feat. Azteck)                                                | 2020 | —                      | —                      | —                      | —                      | —                      | —                      | —                      | —                      | —                      | —                      |                                             | Singly bez alb                     |
| "Hey Baby" (s Imanbek feat. Gia Koka)                                                   | 2020 | —                      | —                      | —                      | —                      | —                      | —                      | —                      | —                      | —                      | —                      |                                             | Singly bez alb                     |
| "Wish You Were Here" (s Dlmt feat. Brandyn Burnette)                                    | 2020 | —                      | —                      | —                      | —                      | —                      | —                      | —                      | —                      | —                      | —                      |                                             | Singly bez alb                     |
| "What Are We Waiting For?" (s Ally Brooke)                                              | 2020 | —                      | —                      | —                      | —                      | —                      | —                      | —                      | —                      | —                      | —                      |                                             | Singly bez alb                     |
| "Start Over Again" (s Marc Benjamin feat. Vula)                                         | 2021 | —                      | —                      | —                      | —                      | —                      | —                      | —                      | —                      | —                      | —                      |                                             | Singly bez alb                     |
| "Stay Mine" (s Timmy Trumpet)                                                           | 2021 | —                      | —                      | —                      | —                      | —                      | —                      | —                      | —                      | —                      | —                      |                                             | Singly bez alb                     |
| "Hero" (s David Guetta)                                                                 | 2021 | 14                     | —                      | —                      | 65                     | —                      | —                      | —                      | —                      | —                      | —                      |                                             | Singly bez alb                     |
| "All Night Long" (s Azteck feat. Ally Brooke)                                           | 2021 | ―                      | ―                      | ―                      | ―                      | ―                      | ―                      | ―                      | ―                      | ―                      | ―                      |                                             | Singly bez alb                     |
| "Anywhere with You" (s Lucas & Steve a DubVision)                                       | 2021 | 71                     | ―                      | ―                      | ―                      | ―                      | ―                      | ―                      | ―                      | ―                      | ―                      |                                             | Singly bez alb                     |
| "To the Floor" (s Black V Neck)                                                         | 2021 | ―                      | ―                      | ―                      | ―                      | ―                      | ―                      | ―                      | ―                      | ―                      | ―                      |                                             | Singly bez alb                     |
| "Trampoline" (s David Guetta feat. Missy Elliott, Bia a Doechii)                        | 2022 | ―                      | ―                      | ―                      | ―                      | ―                      | ―                      | ―                      | ―                      | ―                      | ―                      |                                             | Singly bez alb                     |
| "Worlds on Fire" (s R3hab feat. Au/Ra)                                                  | 2022 | —                      | —                      | —                      | —                      | —                      | —                      | —                      | —                      | —                      | —                      |                                             | Singly bez alb                     |
| "Lose You" (s James Arthur)                                                             | 2022 | —                      | —                      | —                      | —                      | —                      | —                      | —                      | —                      | —                      | —                      |                                             | Singly bez alb                     |
| "Shockwave" (s R3hab)                                                                   | 2023 | —                      | —                      | —                      | —                      | —                      | —                      | —                      | —                      | —                      | —                      |                                             |                                    |
| "—" značí, že se nahrávka neumístila v hitparádách nebo v tomto území ani nebyla vydána |      |                        |                        |                        |                        |                        |                        |                        |                        |                        |                        |                                             |                                    |

### Jako vedlejší umělec
| Název                                                                                                  | Rok  | Umístění v hitparádách | Umístění v hitparádách | Umístění v hitparádách | Umístění v hitparádách | Umístění v hitparádách | Umístění v hitparádách | Umístění v hitparádách | Umístění v hitparádách | Umístění v hitparádách | Umístění v hitparádách | Umístění v hitparádách | Certifikace | Album               |
| Název                                                                                                  | Rok  | NLD                    | AUS                    | AUT                    | BEL                    | FRA                    | GER                    | JPN                    | SWE                    | SWI                    | UK                     | US                     | Certifikace | Album               |
| --- | ---- | ---------------------- | ---------------------- | ---------------------- | ---------------------- | ---------------------- | ---------------------- | ---------------------- | ---------------------- | ---------------------- | ---------------------- | ---------------------- | --- | ------------------- |
| "Give Me Everything" (Pitbull feat. Ne-Yo, Afrojack a Nayer)                                           | 2011 | 2                      | 2                      | 2                      | 1                      | 2                      | 2                      | 5                      | 2                      | 2                      | 1                      | 1                      | - ARIA: 6× Platinum - BPI: 3× Platinum - BVMI: 3× Gold - IFPI SWI: 2× Platinum - MC: 4× Platinum - RIAA: 8× Platinum - RMNZ: 2× Platinum | Planet Pit          |
| "We're All No One" (Nervo feat. Afrojack a Steve Aoki)                                                 | 2011 | 89                     | —                      | —                      | 56                     | —                      | —                      | —                      | —                      | —                      | —                      | —                      | | Collateral          |
| "I Like" (The Remix) (Pitbull feat. Enrique Iglesias a Afrojack)                                       | 2012 | —                      | —                      | —                      | —                      | —                      | —                      | —                      | —                      | —                      | —                      | —                      | | Singl bez alb       |
| "So High" (Jay Sean feat. Afrojack)                                                                    | 2012 | —                      | 47                     | —                      | —                      | —                      | 100                    | —                      | —                      | —                      | —                      | —                      | | Neon                |
| "Hey Mama" (David Guetta feat. Nicki Minaj, Bebe Rexha a Afrojack)                                     | 2015 | 10                     | 5                      | 5                      | 9                      | 6                      | 9                      | 82                     | 6                      | 10                     | 9                      | 8                      | - ARIA: 2× Platinum - BPI: Platinum - BVMI: Gold - MC: Platinum - RIAA: 3× Platinum - RMNZ: Gold                                         | Listen              |
| "Summer Madness" (Sandaime J Soul Brothers feat. Afrojack)                                             | 2015 | —                      | —                      | —                      | —                      | —                      | —                      | 1                      | —                      | —                      | —                      | —                      | - RIAJ: Platinum (physical) - RIAJ: Platinum (digital)                                                                                   | The JSB Legacy      |
| "Lost Future" (Watch the Duck feat. Afrojack)                                                          | 2015 | —                      | —                      | —                      | —                      | —                      | —                      | —                      | —                      | —                      | —                      | —                      | | The Trojan Horse EP |
| "Hey" (Fais feat. Afrojack)                                                                            | 2016 | 7                      | —                      | —                      | —                      | —                      | —                      | —                      | 12                     | —                      | —                      | —                      | - NVPI: 8× Platinum | bude oznámeno       |
| "Drop That" (Apster feat. Afrojack, Ambush a Romysa)                                                   | 2016 | —                      | —                      | —                      | —                      | —                      | —                      | —                      | —                      | —                      | —                      | —                      | | Singly bez alb      |
| "2012" (Ravitez feat. DJ Afrojack)                                                                     | 2018 | —                      | —                      | —                      | —                      | —                      | —                      | —                      | —                      | —                      | —                      | —                      | | Singly bez alb      |
| "Where Did the Love Go" (Chico Rose feat. Afrojack a Lyrica Anderson)                                  | 2018 | —                      | —                      | —                      | —                      | —                      | —                      | —                      | —                      | —                      | —                      | —                      | | Singly bez alb      |
| "Ferrari" (Cheat Codes feat. Afrojack)                                                                 | 2019 | —                      | —                      | —                      | —                      | —                      | —                      | —                      | —                      | —                      | —                      | —                      | | Level 2             |
| "Cut It Up" (PKCZ feat. CL a Afrojack)                                                                 | 2019 | —                      | —                      | —                      | —                      | —                      | —                      | —                      | —                      | —                      | —                      | —                      | | Singly bez alb      |
| "We Got That Cool" (Yves V feat. Afrojack a Icona Pop)                                                 | 2019 | —                      | —                      | —                      | 62                     | 183                    | —                      | —                      | —                      | —                      | 68                     | —                      | - BPI: Silver | Singly bez alb      |
| "Scarlet" (Sandaime J Soul Brothers from Exile Tribe feat. Afrojack s Yves & Adams a Giorgio Tuinfort) | 2019 | —                      | —                      | —                      | —                      | —                      | —                      | 1                      | —                      | —                      | —                      | —                      | | Raise the Flag      |
| "Sad" (Chico Rose feat. Afrojack)                                                                      | 2019 | —                      | —                      | —                      | 67                     | 140                    | —                      | —                      | —                      | —                      | —                      | —                      | | Singly bez alb      |
| "Up All Night" (Vinai a Hard Lights feat. Afrojack)                                                    | 2020 | —                      | —                      | —                      | —                      | —                      | —                      | 1                      | —                      | —                      | —                      | —                      | | Singly bez alb      |
| "Return of the Mack" (Chasner a Rob Adans feat. Afrojack)                                              | 2021 | —                      | —                      | —                      | —                      | —                      | —                      | —                      | —                      | —                      | —                      | —                      | | Singly bez alb      |
| "Really Love You" (Shiah Maisel feat. Afrojack)                                                        | 2022 | —                      | —                      | —                      | —                      | —                      | —                      | —                      | —                      | —                      | —                      | —                      | | Singly bez alb      |
| "2 the Moon" (Pitbull feat. Ne-Yo a Afrojack)                                                          | 2024 | —                      | —                      | —                      | —                      | —                      | —                      | —                      | —                      | —                      | —                      | —                      | | bude oznámeno       |
| "—" značí, že se nahrávka neumístila v hitparádách nebo v tomto území ani nebyla vydána                |      |                        |                        |                        |                        |                        |                        |                        |                        |                        |                        |                        | |                     |

### Promo singly
| Název                                                                                   | Rok  | Umístění v hitparádách | Umístění v hitparádách | Umístění v hitparádách | Umístění v hitparádách | Album                |
| Název                                                                                   | Rok  | AUT                    | FRA                    | GER                    | UK                     | Album                |
| --------------------------------------------------------------------------------------- | ---- | ---------------------- | ---------------------- | ---------------------- | ---------------------- | -------------------- |
| "Louder than Words" (s David Guetta feat. Niles Mason)                                  | 2010 | 35                     | —                      | 39                     | —                      | One More Love        |
| "Lunar" (s David Guetta)                                                                | 2011 | 58                     | 50                     | 84                     | 90                     | Nothing but the Beat |
| "—" značí, že se nahrávka neumístila v hitparádách nebo v tomto území ani nebyla vydána |      |                        |                        |                        |                        |                      |

### Další singly
- Jack That Body (2013)
- What We Live For (w/ Bassjackers) (2015)

#### Jako DJ Afrojack
| Název                                  | Rok  | Album          |
| -------------------------------------- | ---- | -------------- |
| "Bad Company" (s Dirtcaps feat. Stush) | 2018 | Singly bez alb |
| "Started" (s D.O.D. a TIM-BER)         | 2018 | Singly bez alb |
| "My City" (s Disto)                    | 2018 | Press Play     |

#### Jako NLW
- Daft Ragga (2015)
- Yeah (2015)
- Disconnect (2015)
- Soundboy (s Apster) (2015)
- Limit Break (2015)
- Party (s MC Ambush) (2016)
- Alcohol (s Apster & D-wayne) (2016)
- Hands Up (s Dimitri Vegas & Like Mike) (2016)
- Home (2016)
- Hydra (s Blinders) (2020)[85]

#### Jako AJXJS (s Jewelz & Sparks)
- The Moment (2018)

#### Jako Never Sleeps
- You Got The Love (s Chico Rose) (2021)
- Stay With You (s DubVision & Manse) (2022)

## Spoluumělec
| Název                   | Rok  | Další umělec          | Album          |
| ----------------------- | ---- | --------------------- | -------------- |
| "Something for the DJs" | 2011 | Pitbull, David Guetta | Planet Pit     |
| "Party Ain't Over"      | 2012 | Pitbull, Usher        | Global Warming |
| "Have Some Fun"         | 2012 | Pitbull, The Wanted   | Global Warming |
| "Last Night"            | 2012 | Pitbull, Havana Brown | Global Warming |
| "I'm Off That"          | 2012 | Pitbull               | Global Warming |
| "Reach"                 | 2019 | BJ the Chicago Kid    | 1123           |

## Remixy
2007
- Greg Cerrone featuring Claudia Kennaugh - "Invincible" (Afrojack Dub Mix)

2008
- Carlos Silva feat. Nelson Freitas a Q-Plus - "Cré Sabe 2008" (Afrojack Remix)
- Steve Angello - "Gypsy" (Afrojack Remix)
- Tom Geiss a Eric G feat. Stephen Pickup - "Get Up" (Afrojack Remix)
- Laidback Luke a Roman Salzger feat. Boogshe - "Generation Noise" (Afrojack Remix)

2009
- Spencer & Hill - "Cool" (Afrojack Remix)
- Kid Cudi feat. Kanye West a Common - "Make Her Say" (Afrojack Remix)
- David Guetta feat. Akon - "Sexy Bitch" (Afrojack Remix)
- Sidney Samson - "Riverside" (Afrojack Remix)
- Silvio Ecomo a Chuckie - "Moombah!" (Afrojack Remix)
- Redroche feat. Laura Kidd - "Give U More" (Afrojack Mix)
- Steve Angello a Laidback Luke feat. Robin S. - "Show Me Love" (Afrojack Short Remix)
- Josh The Funky 1 - "Rock to the Beat" (Afrojack Remix)

2010
- Lady Gaga - "Alejandro" (Afrojack Remix)
- Tocadisco a Nadia Ali - "Better Run" (Afrojack Remix)
- The Black Eyed Peas - "The Time (Dirty Bit)" (Afrojack Remix)
- David Guetta feat. Rihanna - "Who's That Chick?" (Afrojack Remix)
- Benny Benassi - "Satisfaction" (Afrojack Remix)
- Duck Sauce - "Barbra Streisand" (Afrojack Ducky Mix)
- Larry Tee feat. Roxy Cottontail - "Let's Make Nasty" (Afrojack Remix)
- Example - "Kickstarts" (Afrojack Remix)
- i Square - "Hey Sexy Lady" (Afrojack Remix)
- Hitmeister D - "Looking Out for Love" (Afrojack Mix)
- Keane -" Sovereign Light Cafe" (Afrojack Remix)

2011
- David Guetta feat. Flo Rida a Nicki Minaj - "Where Them Girls At" (Afrojack Remix)
- Ian Carey feat. Snoop Dogg a Bobby Anthony - "Last Night" (Afrojack Remix)
- Leona Lewis a Avicii - "Collide" (Afrojack Remix)
- ZZT - "ZZafrika" (Afrojack Rework)
- Lady Gaga - "Marry the Night" (Afrojack Remix)

2012
- Steve Aoki a Angger Dimas feat. Iggy Azalea - "Beat Down" (Afrojack Remix)
- Kirsty - "Hands High" (Afrojack Remix)
- will.i.am feat. Eva Simons - "This Is Love" (Afrojack Remix)
- Michael Jackson - "Bad" (Afrojack Remix)
- Kaptain Skurvy & Donkey Kong - "The Mirror Never Lies" (DJ Mugshot & Afrojack Remix)

2013
- Donna Summer - "I Feel Love" (Afrojack Remix)
- Tiësto - "Red Lights" (Afrojack Remix)
- Psy - "Gangnam Style" (Afrojack Remix)
- Miley Cyrus - "Wrecking Ball" (Afrojack Remix)
- Funky Kong - "Anyone Can Dance" (Afrojack vs. DJ Pluto Remix)
- Kong Fu feat. General Klump & Krusha - "I'm The Kong Fu Master" (Afrojack & DJ Mugshot Reboot)
- The Ant and the Aardvark - "Theme Song" (DJ Mugshot Remix) (Prod. By Afrojack & DJ Mugshot)

2014
- Robin Thicke - "Forever Love" (Afrojack Remix)

2015
- Karim Mika a Daniel Forster - "Crunk" (Afrojack Edit)
- Rihanna, Kanye West a Paul McCartney - "FourFiveSeconds" (Afrojack Remix)
- Mr Probz - "Nothing Really Matters" (Afrojack Remix)
- David Guetta feat. Nicki Minaj, Bebe Rexha a Afrojack - "Hey Mama" (Afrojack Remix)
- Jeremih feat. Flo Rida - "Tonight Belongs to U!" (Afrojack Remix)
- Dimitri Vegas & Like Mike featuring Ne-Yo - "Higher Place" (Afrojack Remix)
- Final Fantasy XV - "Braver" (Afrojack Remix)

2016
- D.O.D - "Taking You Back" (Afrojack Edit)
- KIIDA - "Balangala" (Afrojack Edit)
- Major Lazer feat. Justin Bieber a MØ - "Cold Water" (Afrojack Remix)

2017
- Mercer - "Encore" (DJ Afrojack & SAYMYNAME Remix)
- David Guetta feat. Justin Bieber - "2U" (Afrojack Remix)
- Helene Fischer - "Herzbeben" (Afrojack Remix)

2018
- U2 - "Get Out of Your Own Way" (Afrojack Remix)
- Jewelz & Sparks featuring Pearl Andersson - "All I See Is You" (DJ Afrojack Edit)
- Nicky Romero a Stadiumx feat. Matluck - "Rise" (Afrojack Remix)[86]
- The Chainsmokers feat. Kelsea Ballerini - "This Feeling" (Afrojack and Disto Remix)[87]

2019
- David Guetta feat. Bebe Rexha, a J Balvin - "Say My Name" (Afrojack and Chasner Remix)[88]
- Jewelz & Sparks - "Bring It Back" (Afrojack and Sunnery James & Ryan Marciano Edit)[89]
- Alan Walker feat. Au/Ra a Tomine Harket - "Darkside" (Afrojack and Chasner Remix)[90]

2020
- Georgia Ku - "Ever Really Know" (Afrojack and Chico Rose Remix)[91]

2021
- Noa Kirel - "Please Don't Suck" (Afrojack and Black V Neck Remix)[92]
- Nicky Romero, Marf a Wulf  - "Okay" (Afrojack Remix)[93]
- Mari Cray - "Back To Life" (Afrojack and Chasner Remix)[94]
- Chico Rose a Slvr - "My Sound" (Afrojack Edit)[95]